# 趋逯
趋逯（?—?），是乌孙拊离的孙子，卑爰疐的儿子。
前5年，卑爰疐侵掠匈奴西部边境，匈奴单于派兵还击，杀数百人，抢掠一千余人，驱赶牛畜而回。卑爰疐恐慌，派儿子趋逯到匈奴当人质。匈奴烏珠留單于接受了趋逯，将此事呈报给汉朝。汉哀帝派使节到匈奴责备单于，命令单于将人质归还卑爰疐。单于接受诏令，送回趋逯。